# Flavien Prat
Flavien Prat, född 4 augusti 1992 i Melun i Seine-et-Marne i Frankrike, är en fransk jockey.

## Karriär
Prat var inledningsvis verksam i Frankrike, där han bland annat blev lärlingschampion. Han flyttade till USA på heltid 2015, och har sedan dess vunnit flera tävlingsmästerskap plus ett flertal stora löp, inklusive flera Breeders' Cup-löp, Kentucky Derby (2019) och Preakness Stakes (2019).